# سرانخولا
سرانخولا (به لاتین: Sarankhola) یک منطقهٔ مسکونی در بنگلادش است که در ناحیه باگرهات واقع شده‌است. سرانخولا ۷۵۶٫۶۱ کیلومتر مربع مساحت و ۱۰۷٬۸۵۶ نفر جمعیت دارد.